# Liste der Naturdenkmäler in Diemelstadt
Die Liste der Naturdenkmäler in Diemelstadt nennt die in Diemelstadt im Landkreis Waldeck-Frankenberg in Hessen gelegenen Naturdenkmäler. Sie sind nach den §§ 28, 22 des Hessischen Gesetzes über Naturschutz und Landschaftspflege sowie § 12 des Hessischen Ausführungsgesetzes zum Bundesnaturschutzgesetz geschützt.
| Bild                          | Bezeichnung                      | Ortsteil, Lage                             | Beschreibung | Art          | Nr.    |
| ----------------------------- | -------------------------------- | ------------------------------------------ | --- | ------------ | ------ |
| Fotos hochladen               | Stutzlinde                       | Ammenhausen 51° 26′ 44,2″ N, 9° 2′ 55″ O   | Bizarre, hohle Linde auf einem Spielplatzgelände. | Linde        | 07 001 |
| BW                            | Magerrasen „Der Weingarten“      | Ammenhausen 51° 26′ 47,3″ N, 9° 3′ 37,2″ O | Magerrasen östlich von Ammenhausen. | Magerrasen   | 07 002 |
| Fotos hochladen               | Jungfernbuche                    | Rhoden 51° 28′ 15,7″ N, 8° 59′ 5,5″ O      | Hutebuche ca. 2 km westlich von Rhoden als Überbleibsel des ursprünglichen Hutewaldes. | Buche        | 07 003 |
| mehr Fotos \| Fotos hochladen | Traubeneiche                     | Rhoden 51° 28′ 16,7″ N, 9° 2′ 35,5″ O      | Besonders markanter Solitärbaum am Waldrand. | Traubeneiche | 07 004 |
| mehr Fotos \| Fotos hochladen | 2 Buchen                         | Rhoden 51° 28′ 35,5″ N, 9° 2′ 38,8″ O      | Zwei alte Buchen nordöstlich von Hof Laubach. | Buche        | 07 005 |
| Fotos hochladen               | Laubacher Hute                   | Rhoden 51° 28′ 45,2″ N, 9° 2′ 6,9″ O       | 1,94 Hektar Halbtrockenrasen ca. 1,2 km nordöstlich von Rhoden. |              | 07 006 |
| BW                            | Feuchtgebiet "Kulike"            | Rhoden 51° 27′ 21,9″ N, 9° 0′ 30,6″ O      | 1,93 Hektar Sumpfgebiete ca. 1 km südlich von Rhoden. |              | 07 007 |
| mehr Fotos \| Fotos hochladen | Flachmoorwiese „Salzborn“        | Rhoden 51° 29′ 2,1″ N, 8° 59′ 37,4″ O      | 1,4 Hektar Flachmoorwiese westlich von Rhoden. |              | 07 008 |
| BW                            | Magerrasen mit Hutebäumen        | Rhoden 51° 28′ 26,2″ N, 9° 2′ 25,1″ O      | 1,04 Hektar Magerrasenfläche mit Hutebäumen südöstlich von Laubach. |              | 07 009 |
| mehr Fotos \| Fotos hochladen | Sumpffläche „Der faule Bruch“    | Rhoden 51° 29′ 7,2″ N, 9° 1′ 15″ O         | 1,2 Hektar Sumpffläche mit Teich, Großseggen und Gehölzbereichen nordöstlich von Rhoden. | Sumpffläche  | 07 010 |
| Fotos hochladen               | Sandsteinfelsen an der „Flüburg“ | Rhoden 51° 28′ 49,5″ N, 9° 0′ 23,8″ O      | 1,8 Hektar unterhalb des Feuerwehrhauses und zweier westlich gelegenen Häuser. Schwarzer Streifenfarn, außerdem Laubholzbestockung und Wurmfarn; Schutz der westlich gegenüberliegenden Felspartie. |              | 07 011 |
| BW                            | Sumpfgebiet „Fingerwiese“        | Rhoden 51° 28′ 16,3″ N, 8° 58′ 1,8″ O      | 1,13 Hektar westlich von Rhoden, östlich des Denkelhofes. Sumpfflora mit Schwertlilienvorkommen, Laichgebiet des Feuersalamander, Feuchtpartien und Rinnsale.                                       | Sumpffläche  | 07 012 |
| Fotos hochladen               | „Hessenbühl“                     | Wethen 51° 29′ 3,9″ N, 9° 4′ 11,9″ O       | 1,71 Hektar am Südabhang des Hessenbühl. Halbtrockenrasen mit Vorkommen von Knollenmädesüß, Orchideen, Bienenorchis und Pyramidenknabenkraut.                                                       |              | 07 013 |
| Fotos hochladen               | „Hohe Hegge“                     | Wethen 51° 29′ 22,2″ N, 9° 3′ 26,2″ O      | 1,65 Hektar ca. 1 km westlich von Wethen. Trockenrasenflora auf Muschelkalk. |              | 07 014 |
| mehr Fotos \| Fotos hochladen | Kirchenlinde                     | Wethen 51° 29′ 30,4″ N, 9° 4′ 37,9″ O      | Alte Kirchenlinde neben der Kirche. | Linde        | 07 015 |

## Belege
1. ↑  Anlage 1 zur Verordnung zum Schutze der Naturdenkmäler im Landkreis Waldeck-Frankenberg. (pdf; 374 kB) Landkreis Waldeck-Frankenberg, 18. März 2013, archiviert vom Original (nicht mehr online verfügbar) am 2. Februar 2016; abgerufen am 24. Januar 2016.
2. ↑  
Verordnung zum Schutze der Naturdenkmäler im Landkreis Waldeck-Frankenberg. (pdf; 1,42 MB) Landkreis Waldeck-Frankenberg, 18. März 2013, abgerufen am 24. Januar 2016.
3. ↑  Details 07 001
4. ↑  Details 07 002
5. ↑  Details 07 003
6. ↑  Details 07 004
7. ↑  Details 07 005
8. ↑  Details 07 006
9. ↑  Details 07 007
10. ↑  Details 07 008
11. ↑  Details 07 009
12. ↑  Details 07 010
13. ↑  Details 07 011
14. ↑  Details 07 012
15. ↑  Details 07 013
16. ↑  Details 07 014
17. ↑  Details 07 015

- Karte mit allen Koordinaten:
- OSM |
- WikiMap